# Charles Willoughby (homme politique)
Pour les articles homonymes, voir Charles Willoughby.
Charles James McNeil Willoughby (30 mars 1894-5 septembre 1995) est un médecin, chirurgien et un homme politique canadien de la Colombie-Britannique. Il est député fédéral progressiste-conservateur de la circonscription britanno-colombienne de Kamloops de 1963 à 1965.

## Biographie
Né à Cookstown (aujourd'hui Innisfil) en Ontario, Willoughby est élu lors de l'élection de 1963. Il ne se représente pas en 1965, permettant un retour de l'ancien député Davie Fulton après un bref passage en politique provinciale.